# Lasius escamole
Lasius escamole är en myrart som beskrevs av Reza 1925. Lasius escamole ingår i släktet Lasius och familjen myror. Inga underarter finns listade i Catalogue of Life.